# Aeropuerto de Valladolid
Luchthaven Valladolid (IATA: VLL, ICAO: LEVD) (Spaans: Aeropuerto de Valladolid) is een internationale luchthaven 10 km ten noordwesten van Valladolid. Het vliegveld heeft een enorme groei doorgemaakt, mede doordat Ryanair vanaf de luchthaven naar verschillende bestemmingen vliegt. In 2009 verwerkte de luchthaven 365.683 passagiers.
De luchthaven wordt beheerd door AENA.